# 53W53
53W53, también conocido como MoMA Expansion Tower y 53 West 53rd Street, y anteriormente Tower Verre (Verre en francés significa vaso) es un rascacielos actualmente en construcción (cimentación) por la promotora inmobiliaria Hines ubicado en Midtown Manhattan, Nueva York adyacente al Museo de Arte Moderno (MoMA). El edificio ha estado en fase de desarrollo desde 2006 pero las obras se iniciaron finalmente en 2015.

## Historia
El edificio, proyectado por Jean Nouvel, inicialmente se iba a alzar un 381 metros (misma altura que la azotea del Edificio Empire State) y 82 plantas. El edificio, que se encuentra en la parte central de una manzana, se enfrentó con bastante oposición debido a que proyectaría sombra sobre Central Park durante el invierno y que las obras de construcción crearían problemas de tráfico. Encontrar fuentes de financiación también fue problemático, hasta octubre de 2013, cuando la empresa Pontiac Land de los hermanos Kwee aceptaron proporcionar 300 millones de dólares en acciones, más un préstamo sindicado de 860 millones de dólares de un consorcio de bancos asiáticos.
El inmueble adquirió los derechos de vuelo del University Club of New York y Iglesia de Santo Tomás. El 9 de septiembre de 2009, la New York City Planning Commission autorizó la construcción del rascacielos a condición de que la altura se redujera en 61 metros. La decisión del Ayuntamiento de no aprobar Tower Verre con los diseños originales fue recibida con desaprobación y burla por parte de varios críticos de arquitectura.
La versión de 320 metros fue finalmente aprobada por el Ayuntamiento de la ciudad el 28 de octubre de 2009 con 44 votos a favor y 3 en contra.
El revestimiento del inmueble tendrá un exterior con varias caras que se estrechan en forma de picos de cristal en la cima del edificio. Debido a esto, el proyecto se considera una de las adiciones más interesantes al skyline de Nueva York en la última década. El MoMA era propietario de los terrenos donde se asienta el edificio y, tras una restauración con un coste de 858 millones de $ que finalizó en 2005, vendió la parcela a Hines por 125 millones de dólares en 2007. En septiembre de 2014, se adquirieron más derechos de vuelo a MoMA y el edificio adoptó el nombre de 53W53.

## Construcción
Goldman Sachs es el promotor conjunto de Hines del inmueble y juntos obtuvieron un préstamo de construcción de 860 millones de dólaresde United Overseas Bank Limited. Además de a MoMA, adquirieron derechos de vuelo de la Iglesia de San Tomás por 71 millones de dólares. La superficie total del edificio será de casi 70 000 m² y los apartamentos del edificio están diseñados por Thierry Despont. En marzo de 2015, el contratista Lend Lease había concluido los trabajos de excavación y se estaban llevando a cabo los de cimentación.

## Uso
El edificio será de uso mixto con espacio destinado a galerías de arte, habitaciones de hotel y apartamentos. Dispondrá de 139 apartamentos de uno, dos o tres dormitorios. El precio de venta de los apartamentos de un dormitorio comenzará a los 3 millones de dólares.

### Instalaciones
Los residentes del edificio tendrán privilegios especiales en el MoMA, que consistirán en entrada gratuita al museo, asistir a preestrenos de exhibiciones, descuentos en las tiendas del MoMA y acceso a la proyección de películas. El edificio contará con un salón-comedor privado, acceso preferente al restaurante del edificio, biblioteca con chimenea, sala de juegos para niños y sala de degustación de vino. De cara a las actividades deportivas contará con una pista de squash, simulador de golf, gimnasio con piscina de entrenamiento, sauna y baño turco. También contará con servicios adicionales previo pago como asistentas de hogar, paseadores de perros y guardamuebles.